# Fédération canadienne de la faune
 (septembre 2022).
La mise en forme du texte ne suit pas les recommandations de Wikipédia : il faut le « wikifier ».
Les points d'amélioration suivants sont les cas les plus fréquents :
- Les titres sont pré-formatés par le logiciel. Ils ne sont ni en capitales, ni en gras.
- Le texte ne doit pas être écrit en capitales (les noms de famille non plus), ni en gras, ni en italique, ni en « petit »…
- Le gras n'est utilisé que pour surligner le titre de l'article dans l'introduction, une seule fois.
- L'italique est rarement utilisé : mots en langue étrangère, titres d'œuvres, noms de bateaux, etc.
- Les citations ne sont pas en italique mais en corps de texte normal. Elles sont entourées par des guillemets français : « et ».
- Les listes à puces sont à éviter, des paragraphes rédigés étant largement préférés. Les tableaux sont à réserver à la présentation de données structurées (résultats, etc.).
- Les appels de note de bas de page (petits chiffres en exposant, introduits par l'outil «  Source ») sont à placer entre la fin de phrase et le point final[comme ça].
- Les liens internes (vers d'autres articles de Wikipédia) sont à choisir avec parcimonie. Créez des liens vers des articles approfondissant le sujet. Les termes génériques sans rapport avec le sujet sont à éviter, ainsi que les répétitions de liens vers un même terme.
- Les liens externes sont à placer uniquement dans une section « Liens externes », à la fin de l'article. Ces liens sont à choisir avec parcimonie suivant les règles définies. Si un lien sert de source à l'article, son insertion dans le texte est à faire par les notes de bas de page.
- La présentation des références doit suivre les conventions bibliographiques. Il est recommandé d'utiliser les modèles {{Ouvrage}}, {{Chapitre}}, {{Article}}, {{Lien web}} et/ou {{Bibliographie}}. Le mode d'édition visuel peut mettre en forme automatiquement les références.
- Insérer une infobox (cadre d'informations à droite) n'est pas obligatoire pour parachever la mise en page.

Pour une aide détaillée, merci de consulter Aide:Wikification.
Si vous pensez que ces points ont été résolus, vous pouvez retirer ce bandeau et améliorer la mise en forme d'un autre article.
La Fédération canadienne de la faune (anglais : Canadian Wildlife Federation) est un organisme sans but lucratif canadien qui se consacre à la conservation de la faune.

## Histoire et mission
La FCF a été fondée en 1961 et enregistrée en 1962.
La FCF se consacre à enseigner et à apprécier le monde naturel afin d'assurer un héritage durable à la faune et aux habitats naturels.
Dans ce but, la fédération:
- Informe et éduque les Canadiens sur la faune et les habitats;
- Promeut les actions responsables et la conservation; et
- Représente la faune au sujet de la conservation.

La FCF cherche à informer, éduquer et intéresser les Canadiens à propos de la faune par différentes méthodes. La FCF veut augmenter la conscience des problèmes concernant la faune et comment les Canadians peuvent aider dans la conservation des environnements naturels.
À partir de 2011, la FCF a pris des mesures pour réduire l'empreinte écologique de cette organisation. Dont le pesage du courrier pour réduire la "sur-poste", moins de déplacements et plus de meetings centralisés, installer des appareils solaires et le recyclage.

### Éducation
La section Éducation de la FCF concentre son attention à connecter les Canadiens à la faune le long d'un continuum qui va d'une conscience étendue des enjeux fauniques jusqu'à la prise en charge des gens et leur responsabilité dans  leurs propres communautés pour être des ambassadeurs envers des espèces et des habitats. Depuis 2014, la programmation éducative de la FCF a rejoint plus de 500 000 personnes en direct. Les programmes d'éducation de la  FCF incluent:
WILD Spaces
Wild Education
Gardening for Wildlife
WILD Outside
Canadian Conservation Corps.

### Recherche
La section Science de la FCF concentre son attention sur la conservation des mammifères marins et terriens à travers le Canada. Les zones d'intérêt pour la FCF sont :

### Conservation en eaux douces
Comme les eaux douces du Canada abritent de nombreuses espèces de poissons, d'oiseaux, d'amphibiens, d'insectes et autres, la recherche et la création de conscience parmi le public est concentrée sur quatre domaines:
- La protection des habitats et leur restauration;
- Les espèces aquatiques envahissantes;
- Conserver les populations sauvages d'eau douce; et
- Réduire l'impact de la pollution de l'eau sur la faune[6].

### Conservation marine
La fédération travaille à maintenir la santé de la vie marine.
Les sujets prioritaires incluent:
- Réduire l'impact de la pêche sur la faune marine;
- La pollution marine; et
- Les aires marines protégées[7].

La surpêche est un sujet majeur d'intérêt parce qu'elle est cruciale pour maintenir une abondance de nourriture pour la vie marine, qui compte sur ces aires d'hiver, ou leurs petits.

### Espèces menacées
La FCF a implémenté un "Endangered Species Program" pour aider dans la conservation des espèces menacées à travers le Canada. De la recherche extensive est menée pour trouver les raisons derrière la diminution de population faunique, et les meilleures façons de remédier à la situation. Le Ministère des Ressources naturelles et la FCF (et d'autres organisations) combinent leurs connaissances pour avoir des méthodes de conservation standards entre les organisations. D'autres projets incluent de réintroduire des espèces menacées dans les habitats naturels pour en augmenter la biodiversité. La FCF veut aussi influencer les règles gouvernementales qui concernent les espèces menacées afin de renforcer la longévité des espèces.

### Changements climatiques
Les chercheurs pensent qu'ils auront de sérieuses conséquences et que déjà leurs effets sur la faune est apparent. Les adaptations que plusieurs espèces ont subis pour s'ajuster au climat changeant incluent des changements de trajets  migratoires, migrer plus tôt ou plus tard que normalement, et changer de patrons d'hibernation.
La FCF met l'accent sur trois types de changements climatiques:
- Utiliser la conservation et la restauration d'habitats pour emmagasiner le carbone;
- L'adaptation de la faune aux changements climatiques; et
- Des cibles de réduction d'émissions de carbone fortes au Canada.

## Affiliés et partenaires
La FCF travaille avec tous les niveaux du Gouvernement du Canada et les entreprises pour augmenter la conscience pour le bien-être de la faune au Canada. La FCF travaille avec les gouvernements provinciaux et territoriaux, les agences fédérales, des organisations et Environnement Canada. Certains partenaires nationaux incluent: Canadian Wildlife Service, Parks Canada, Royal Botanical Gardens (Ontario) et Atlas of Canada. Ils accordent un soutien financier et des ressources pour aider à protéger la faune, et augmenter la conscience et la responsabilité de la préservation de la faune au Canada.
En 2010, la FCF a organisé la première "Walk for Wildlife" annuelle. Cette marche a lieu pendant la National Wildlife Week (en avril). Son but est d'augmenter l'intérêt pour la gestion soutenable des forêts et la conservation des habitats pour la faune canadienne. La marche passe à travers le Canada, où des communautés tiennent des évènements locaux. Tout cela est rendu possible en partie grâce aux partenaires et sponsors de la FCF.